# Mont Ficht
Le mont Ficht (en russe : Фишт, en adyguéen : Фыщт [fəɕt]) est un sommet situé dans les montagnes du Caucase de l'Ouest, dans la république d'Adyguée, au Sud-Ouest de la fédération de Russie.
Ficht signifie « tête blanche » dans la langue des Adyguéens, peuple caucasien jadis dominant dans la région.
Le stade olympique de Sotchi tire son nom de cette montagne.